# 薛氏鯢
薛氏鯢(學名：Andrias scheuchzeri)是一種已滅絕的大鯢，生存在漸新世至上新世。體長可達1公尺。

## 歷史

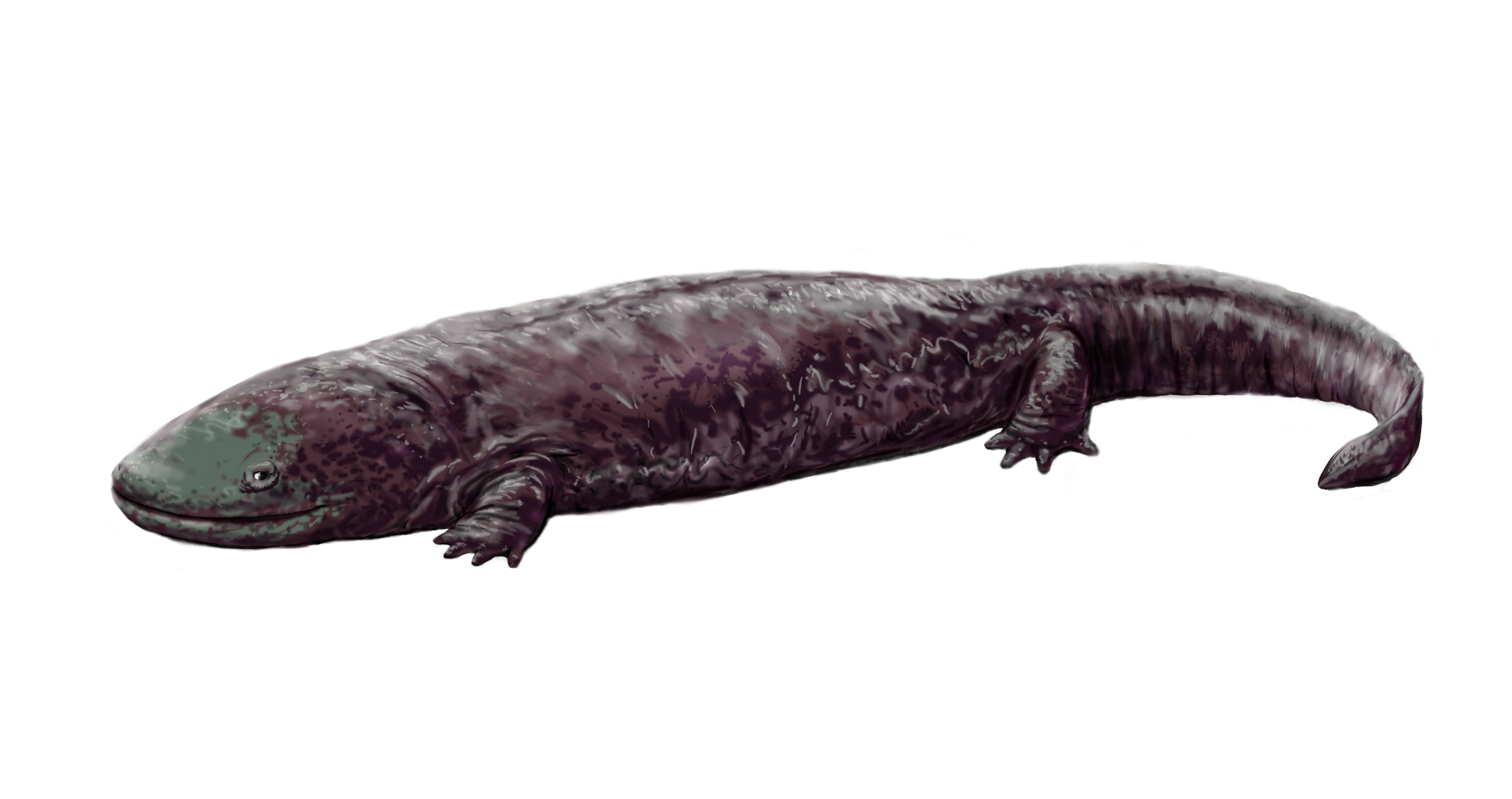
薛氏鯢的復原圖

薛氏鯢在1726年由瑞士科學家薛澤爾(Johann Scheuchzer)所發表，但他當時認為薛氏鯢的標本是屬於一種早期的人類，而將其命名為Homo diluvii testis，意思是見證大洪水的人，因為薛澤爾把牠當做是在諾亞方舟時被洪水滅絕的人。後來，約一個世紀以後，法國科學家居維葉(Georges Cuvier)才認定這是一種大鯢。